# أنجيلو فيكتوريانو
أنجيلو فيكتوريانو مواليد 8 فبراير 1968 في لواندا، هو لاعب كرة سلة أنغولي سابق. بدأ مسيرته الاحترافية في سنة 1982. مثّل منتخب بلاده. شارك في دورة الألعاب الأولمبية الصيفية سنة 1992. حقق المركز الأول في بطولة أمم أفريقيا لكرة السلة 1989. اعتزل اللعب في 2006.

## سجل المنافسة
شارك في المنافسات التالية:
- الألعاب الأولمبية الصيفية 2004
- الألعاب الأولمبية الصيفية 2000
- الألعاب الأولمبية الصيفية 1996
- الألعاب الأولمبية الصيفية 1992

## الميداليات
| الميدالية | المسابقة                          |
| --------- | --------------------------------- |
| ذهبية     | بطولة أمم أفريقيا لكرة السلة 1989 |
| ذهبية     | بطولة أمم أفريقيا لكرة السلة 1992 |
| ذهبية     | بطولة أمم أفريقيا لكرة السلة 1993 |
| ذهبية     | بطولة أمم أفريقيا لكرة السلة 1995 |
| ذهبية     | بطولة أمم أفريقيا لكرة السلة 1999 |
| ذهبية     | بطولة أمم أفريقيا لكرة السلة 2001 |
| ذهبية     | بطولة أمم أفريقيا لكرة السلة 2003 |
| ذهبية     | بطولة أمم أفريقيا لكرة السلة 2005 |
| برونزية   | بطولة أمم أفريقيا لكرة السلة 1987 |
| برونزية   | بطولة أمم أفريقيا لكرة السلة 1997 |

## روابط خارجية
- أنجيلو فيكتوريانو على موقع الاتحاد الدولي لكرة السلة (الإنجليزية)
- أنجيلو فيكتوريانو على موقع كرة السلة الأوروبية.كوم (الإنجليزية)
- أنجيلو فيكتوريانو على موقع ريلجم (الإنجليزية)
- أنجيلو فيكتوريانو على موقع بروبوليرز (الإنجليزية)
- أنجيلو فيكتوريانو على موقع سبورتس رفرنس (الإنجليزية)
- أنجيلو فيكتوريانو على موقع أوليمبيديا (الإنجليزية)